# Intelligenstest

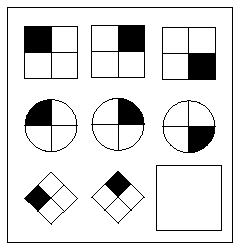
Fråga från intelligenstest av typen Ravens matriser.

Ett intelligenstest, eller IQ-test, är ett psykologiskt test som avser att testa abstraktionförmåga, inlärning och förmåga att hantera nya situationer. Dessa förmågor ämnar agera proxy för förment generell intelligens. Ofta redovisas resultatet som en intelligenskvot (IQ), som är ett normerat mått på resultatet av intelligenstest, där 100 motsvarar genomsnittet i en åldersgrupp.[källa behövs] Även andra skalor förekommer. (se avsnittet: Några IQ-test)
Det första testet av intelligenskvot i modern mening utvecklades i Frankrike av Alfred Binet i början av 1900-talet, testet användes för att upptäcka barn med inlärningssvårigheter, så att dessa skulle kunna erhålla extrauppgifter. En variant av detta test, som går under namnet Stanford-Binet används fortfarande frekvent. IQ-testers utformning standardiseras enligt Wechsler Adult Intelligence Scale (WAIS) så att IQ-värdet utgör en sammanvägning av flera olika typer av intelligenser och intelligensfaktorer. 
IQ-tester utformas så att de i hög grad mäter generell intelligens (g-faktorn), det vill säga ett värde som många skolbetyg och resultaten av många olika sorters intelligenstester är korrelerade med.[källa behövs] Ravens matriser anses vara den metod som bäst mäter g-faktorn.[källa behövs]

## Debatt
Det har förekommit debatt angående huruvida IQ-tester verkligen adekvat kan mäta intelligens. Kritiker har bland annat argumenterat för att testen har tveksam validitet.
Problem har pekats ut såväl gällande reliabiliteten i mätning över tid på grund av testernas konstruktion, respektive gällande trubbigheten i att försöka operationalisera intelligens. Vidare har kritik också riktats mot IQ-testers förment statistiska felaktigheter, där exempelvis Nassim N. Taleb hävdat att IQ helt enkelt är en "pseudovetenskaplig bluff".

## Några IQ-test
- BasIQ
- Ravens matriser
- Cattell Culture Fair III
- Watson Glaser -Bedömning av kritiskt tänkande
- Stanford-Binet
- Wechsler Adult Intelligence Scale, WAIS
- Wechsler Intelligence Scale for Children, WISC
- Wechsler Preschool and Primary Scale of Intelligence, WPPSI
- Advanced Progressive Matrices set II, APM set II